# 雪くま
雪くま（ゆきくま）は、埼玉県熊谷市で町おこしの一環としてブランド化した氷菓（かき氷）の一種である。

## 概要
熊谷市は夏の気温が高いことで知られるが、これを逆手に取り町おこしに利用しようと市では2006年より「あついぞ!熊谷」事業を立ち上げた。この一環で生まれたのが「雪くま」である。
雪くまの条件として熊谷市では以下の3項目を挙げている。
- おいしいと市が自負する地元の水（熊谷市の地理で触れているとおり、市の水は、地下水を主に用いている）を使った氷を使用する。
- 昔ながらの削り方によってふんわりとした雪のような食感にする。
- 独自に考案したシロップなどを使用する。

以上、3つの条件を満たしたかき氷を市の呼びかけに賛同した市内の複数の店舗によりそれぞれ開発・販売されている（市を通さずに勝手に名乗ることはできない）。

## 埼玉B級ご当地グルメ王決定戦
2007年11月、隣の行田市にて開催された「埼玉B級ご当地グルメ王決定戦!味の競演 in Gyoda」に参戦（雪くまのれん会会長の店が出店）し、季節外れで天候も肌寒いという状況の中、14食中4位となった。
2008年5月にさいたま市で開催された「第2回埼玉B級ご当地グルメ王決定戦!」では18食中3位を獲得した。
2008年11月に川口市で開催された第3回大会は不参加となったが、2009年5月に再びさいたま市で開催された第4回大会では5位となった。

## 取り扱い店数
- 2006年：12店舗
- 2007年：16店舗
- 2008年：19店舗

年々増えており、2019年には31店舗となっている。
なお、メディアにも度々紹介される「慈げん」は雪くまとして認定されておらず、独自に展開している店舗である。